# Sherlock Holmes
 Ovo je glavno značenje pojma Sherlock Holmes. Za druga značenja pogledajte Sherlock Holmes (razdvojba).
Sherlock Holmes je fiktivni detektiv s kraja 19. i početka 20. stoljeća, koji se prvi put pojavio 1887. godine. Stvorio ga je škotski književnik i liječnik Arthur Conan Doyle. Stanovnik Londona, Sherlock Holmes je najpoznatiji po svom briljantnom korištenju logike odnosno dedukcije, i velikoj moći opažanja koje koristi u cilju rješavanja zamršenih slučajeva. On je možda najpoznatiji fiktivni detektiv i sigurno jedan od najpoznatijih likova u književnosti.
Doyle je o Holmesu napisao četiri romana i 56 pripovijedaka. Skoro sve pripovijeda Holmesov prijatelj, asistent i biograf doktor Watson, osim dvije koje je pripovijedao sam Holmes i dvije koje su pripovijedane u trećem licu. Priče su ispočetka objavljivane u magazinskoj serijalizaciji (prva od njih, Studija u grimizu (A Study in Scarlet), objavljena je 1887.), uglavnom u časopisu The Strand, u razdoblju od četrdeset godina. Tada je to bio popularan način izdavanja literature: djela Charlesa Dickensa izdavana su na sličan način.
Priče o Holmesu pokrivaju razdoblje od 1878. do 1903., osim zadnje priče, "Posljednji naklon" (His Last Bow), koja se događa 1914. godine. Priče su čitane koliko zbog misterija o kojima govore, toliko i zbog svoje karakterizacije i stiliziranog kasno-viktorijanskog svijeta u kojem se zbivaju.
Lik Sherlocka Holmesa portretiran je na filmskom platnu, TV ekranima i u kazalištu više nego ijedan drugi lik, a 1964. časopis The Times objavio je da je ukupna prodaja djela o Sherlocku Holmesu na drugom mjestu u svijetu, odmah iza Biblije.

### Profil
U knjigama se Holmesov stan nalazi na londonskoj adresi Baker Street 221B. Unajmljuje ga, zajedno sa svojim jedinim prijateljem Dr. Johnom Watsonom od gospođe Hudson, koja u pripovijetkama često donosi brzojave s pozivima u pomoć za slavnog detektiva. Godine 1890. Watson se ženi i odlazi, ostavljajući Holmesa kao jedinog stanara. U stvarnom životu ulica Baker nije do 1930-ih imala kućne brojeve, pa ni 221B.
Nasuprot Holmesovoj preciznosti i metodičnosti u istragama stoji njegova sklonost neredu u osobnom životu te temperament, u kojem se smjenjuju razdoblja neobuzdane energije i potpune melankolije, kada često poseže za kokainom i morfijem. Pri rješavanju slučajeva ponekad se koristi varkom, majstor je prerušavanja, a katkad ne preže ni pred kršenjem zakona. Važnu ulogu u pronalaženju rješenja redovito igraju sitni tragovi: Holmes, primjerice, razlikuje duhan prema pepelu, a iz veličine otiska cipele deducira visinu počinitelja.
Njegov sustanar i prijatelj Watson se u većini priča pojavljuje kao pripovjedač. Holmes se kritično odnosi prema stilu "Watsonovih zapisa" tražeći više objektivnosti i detalja, a manje uzbuđenja.
U tri priče pojavljuje se Holmesov stariji brat Mycroft, inteligentniji, ali i s manje ambicije. Detektivu ponekad pomažu i ulični dječaci s Baker Streeta.
Holmesov najveći protivnik je profesor Moriarty, Napoleon zločina, koji se pojavljuje u dvije priče. U borbi s njim Holmes umalo pogiba kod slapova Reichenbach u Švicarskoj.

### Njegovo znanje i vještine
Dok doktor Watson još nije znao čime se Holmes bavi, sastavio je spisak Holmesovih znanja i neznanja.
1. Poznavanje književnosti - ništa

2. Poznavanje filozofije - ništa

3. Poznavanje astronomije - ništa

4. Poznavanje politike - slabo

5. Poznavanje botanike - različito. Poznaje sve vrste otrova. O praktičnom vrtlarstvu ne zna ništa.

6. Poznavanje geologije - znanje praktično ali ograničeno. Vrste tla razlikuje na prvi pogled.

7. Poznavanje kemije - veoma temeljno

8. Poznavanje anatomije - podrobno ali nesistematsko

9. Poznavanje senzacionalističke književnosti - ogromno. Poznaje i najsitniju pojedinost svih užasa koji su se odigrali u 19. stoljeću.

10. Dobro svira violinu

11. Stručnjak je u borbi štapom, boksu i mačevanju

12. Posjeduje temeljno praktično znanje britanskog prava.

### Holmes, Watson i vatreno oružje
Iako Holmes i Watson nekad nose kompaktne revolvere Webley .455 sa sobom, pucali su iz njih samo u četiri situacije:
- Obojica su pucala na otočana u Znaku četvorice
- Obojica su pucala u Baskervillskom psu
- Watson je pucao u Bakarnim bukvama (The Adventure of the Copper Beeches)
- Watson metkom okrzne satnika Sebastiana Morana u Avanturi nenastanjene kuće

U Musgraveskom ritualu saznajemo da je Holmes zid njihovog stana ukrasio s domoljubnim V.R. (Victoria Regina) napravljenim od metaka.
Osim revolvera Holmes koristi i svoj štap kao oružje:
- Da bi izbio revolver iz ruke Johna Clayja u Savezu riđokosih
- Da bi odmaknuo zmiju u Šarenoj traci (The Adventure of the Speckled Band)
- Da bi udario zločinca koji je upucao Watsona u Tri Garrideba (The Three Garridebs)

## Adaptacije

### Kanonične adaptacije
Pošto je Holmes jako popularan lik, u povijesti je bilo mnogo adaptacija Doyleova lika - isto kao što su Hamlet i Drakula jako adaptirani likovi.
Guinessova knjiga rekorda Holmesa već godinama stavlja kao rekordera u broju adaptacija - igralo ga je preko 70 glumaca u više od 200 filmova i serija.

## Holmesijanska spekulacija

### Holmes i Nietzsche
Postoji i teza da su mnogi likovi iz Sherlocka Holmesa temeljeni na stvarnim ljudima, posebno Friedrichu Nietzscheu (koji je možda bio model za samog Holmesa i profesora Moriartyja) i da ih je Doyle posuđivao iz drugih knjiga (što su radili i mnogi drugi autori). Samuel Rosenberg u djelu Akt je najbolji kostim objašnjava mnoge reference na Nietzschea u pričama o Holmesu. Postoji i teorija da je Holmes utemeljen na osobi koja se zove George Vale Owen, kolega Arthura Conana Doylea i njegov blizak prijatelj. Znani model za Sherlocka Holmesa je bio dr. Joseph Bell, kojem je Doyle bio asistent.

### Ostale reference u popularnoj kulturi
- U talijanskom stripu Martin Mystère (i paralelnoj seriji Priče iz baze Drugdje) Sherlock Holmes je bio povijesna osoba. 1894. je zajedno sa svojim rođakom, profesorom Georgeom Edwardom Challengerom posjetio izgubljenu dolinu dinosaura u Južnoj Americi te su odande donijeli u Britaniju jednog pterodaktila. Između ostalog, Holmes je u toj dolini otkrio serum dugovječnosti. 1896. je otišao sa satnikom Kyleom Andersonom, agentom američke tajne službe Drugdje, na američko-kanadsku granicu na mjesto zvano "Crna loža" kako bi spasio svog brata kojeg su oteli demoni. Kasnije je riješio slučaj ubojstava koja je činio Jack Trbosjek. Početkom prvog svjetskog rata otkrio je da je profesor Moriarty preživio dvoboj s njim na Reichenbachovim vodopadima. U konačnom sukobu s njim Moriarty je ubijen ali je pri tome poginuo i doktor Watson. Nakon rata Holmes se povukao i prepustio Conanu Doyleu da uvjeri svijet da je on samo lik iz mašte. Nastanio se u Ukrajini te nastavio raditi na serumu dugovječnosti i uspio si znatno produžiti život, te je 1990.-ih indirektno pomogao Martinu Mystèreu u hvatanju jednog ubojice koji je također tragao za dugovječnosti.
- U strip serijalu DC Comicsa Victorian Undead, Holmes se bori protiv najezde zombija koje predvodi nemrtvi profesor Moriarty. Priča završava uništenjem čitavog Londona radi suzbijanja širenja zombija. U drugoj priči, Holmes se sukobljava s grofom Drakulom koji pokušava kugom zavladati Britanijom.

## Ostale knjige
- Baring-Gould, William S. - The Annotated Sherlock Holmes|publisher=Clarkson N. Potter, Inc., New York & John Murray Publishers, London, 1967. ISBN 0-517-50291-7
- Klinger, Leslie S. - The New Annotated Sherlock Holmes|publisher=W.W. Norton & Company, Inc., New York & London, 2004-.5. ISBN 0-393-05916-2

## Vanjske poveznice
- Udruga "Sherlock Holmes" - London
- "Projekt Gutenberg" - besplatna knjižnica
- Kronologija Sherlockovog života, prema različitim izvorima  Arhivirana inačica izvorne stranice od 12. studenoga 2005. (Wayback Machine)
- Javna knjižnica "Sherlock Holmes", s tekstualnim i zvučnim zapisima
- Posebna zbirka o Sherlocku Holmesu iz knjižnice Marylebone u Westminsteru  Arhivirana inačica izvorne stranice od 28. rujna 2011. (Wayback Machine)
- Priče i filmovi o Sherlocku Holmesu, koji su javno dobro  Arhivirana inačica izvorne stranice od 10. veljače 2007. (Wayback Machine)
- Sherlockian.net
- Sir Arthur Conan Doyle, tvorac Sherlocka Holmesa